# ニコラス・シャックルトン
サー・ニコラス・ジョン・シャックルトン（英: Sir Nicholas John Shackleton、1937年6月23日 - 2006年1月24日）は、イギリスの地質学者・地球科学者・気象学者である。第四紀の気候に関する研究をおこなった。父親は野外調査をした地質学者のロバート・シャックルトンであり、南極探検家のアーネスト・シャクルトンの親類である。

## 生涯
ケンブリッジ大学で学び「第四紀の古温度測定」（'The Measurement of Paleotemperatures in the Quaternary Era'.）というテーマの論文で博士号を取得した。海外の客員教授を務めた時期を除きケンブリッジ大学で研究を行った。1991年にケンブリッジ大学・第四紀研究ゴッドウィン研究所で働き、地球科学のAd hominem教授となった。古海洋学の分野の中心的存在となり、200を越える論文を執筆した。微小化石中の同位体分析により、過去の気候変動を研究したパイオニアである。また最後の地磁気の反転が78万年前に起こった証拠を見つけた。1976年にJames Hays、John Imbrieと共著で 'Variations in the Earth's orbit: Pacemaker of the ice ages'. という論文を発表し、海洋の堆積物コアを研究することにより、気候の変動が地球軌道の離心率の主要な変化に同期していることを明らかにした（ミランコビッチ・サイクル）。さらに海洋の堆積物コアの研究から気候変動の速度やメカニズムを明らかにした。1995年にはゴッドウィン研究所の所長となり、1998年にはナイトに叙せられた。1999年から2003年の間、国際第四紀学連合（International Union for Quaternary Research：INQUA）の会長を務めた。
2005年には、第四紀の古気候研究の功績に対して、王立地理学会から金メダル（創立者メダル）を贈られた。
アマチュア音楽家としてクラリネットを演奏し、楽器のコレクターとしても知られる。彼のコレクションの1部はエジンバラのReid Concert Hall Museum of Instrumentsに展示されている。

## 受賞歴・栄誉
- 1985年: 王立協会フェロー選出[3] （ロンドン王立協会）
- 1985年: Shepard Medal
- 1987年: ライエル・メダル[4] （ロンドン地質学会）
- 1995年: クラフォード賞 （スウェーデン王立科学アカデミー）
- 1996年: ウォラストン・メダル[5] （ロンドン地質学会）
- 1999年: ミランコビッチ・メダル （ヨーロッパ地質学会）
- 2002年: Ewing Medal （アメリカ地質学連合）
- 2003年: Urey Medal （ヨーロッパ地球化学学会）
- 2003年: ロイヤル・メダル[3] （王立協会）
- 2005年: 金メダル（創立者メダル）（王立地理学会）
- 2005年: ブループラネット賞[6] （旭硝子財団）